# 르노 911!
《르노 911!》(영어: Reno 911!)는 미국의 텔레비전 시트콤이다. 코미디 센트럴에서 2003년부터 2009년까지 총 6 시즌이 방영되었으며, 2020년 부활하여 퀴비에서 시즌 7이 스트리밍되었고, 2022년 더 로쿠 채널에서 시즌 8이 공개되었다.

## 출연진
메인
- 토머스 레넌
- 케리 케니실버
- 로버트 벤 거랜트
- 시드릭 야브로
- 니시 내시
- 카를로스 알라스라키
- 웬디 매클렌던커비
- 메리 버드송
- 이언 로버츠
- 조 로트룰리오